# Titani(IV) oxide
Titan(IV) oxide hay titan dioxide, titania, là một hợp chất vô cơ tự nhiên dạng oxide của titan có công thức hóa học là TiO2. Khi dùng làm thuốc nhuộm, nó được gọi là titan trắng, Pigment White 6 hoặc CI 77891. Titan(IV) oxide có ứng dụng rộng rãi, từ công nghiệp sơn, kính chống nắng đến chất màu thực phẩm. Khi sử dụng làm màu thực phẩm, nó có ký hiệu là số E E171.